# Grad Šoštanj
Grad Šoštanj tudi Pusti grad (nemško Schonstein) stoji sredi strmega pobočja nad istoimenskim mestom Šoštanj v občini Šoštanj v zahodnem delu Šaleške doline ob spodnjem toku reke Pake. Nemško ime gradu, po katerem je prirejeno tudi slovensko, v dobesednem prevodu pomeni lep kamen, torej lepi grad. Drugače je z domačim imenom Pusti grad, ki je pač nastalo šele potem, ko je bil grad že razvaljen oziroma opustel.

## Zgodovina
Grad ali utrdba je bil najbrž zgrajen v drugi polovici 12. stoletja na fevdni posesti Šentpavelskega samostana, vendar graditelji niso znani. Šoštanjski vitezi so se v virih pojavili med letoma 1189 in 1268. Šentpavelska fevdnika Eberharda in Hermana se sreča v Šoštanju leta 1236 kot priči salzburšega nadškofa. Ta rod Šoštanjskih je posest z gradom alodiral ter potem izumrl sredi  13. stoletja. Sam grad se v listinah izrecno omenja šele leta 1318  kot purch Schonstain. Grad in gospostvo sta bila tedaj alod Vovbrških, po mnenju Toneta Ravnikarja od približno leta 1286 dalje, ko so prevzeli posest, ter gornjegrajsko in krško odvetništvo od Kraigov, prvotnih krških odvetnikov na tem področju. Vovbrški so utrdbo imeli v lasti do leta 1322, saj je po njihovem izumrtju Šoštanj pripadel svobodnim gospodom Žovneškim, ki so ga leta 1329 zastavili sorodnikom Wallseejevcem. Celjski grofje so zadržali grad, gospostvo, šoštanjske fevde in trg vse do izumrtja leta 1456. Za Žovneško-Celjske so grad upravljali njihovi kastelani. Leta 1387 je Šoštanj v zameno za Krško in Vipavo dobila v preužitek vdova grofa Hermana I., Katarina. Kot celjski upravnik gradu se leta 1436 omenja Jošt Vaist, nato trški sodnik Hieronim Voitländer.
V bojih s Habsburžani so Celjani sami delno porušili Šoštanj. Kasneje se še omenja Šoštanjski gradiščan, ampak le do začetka 16. stoletja, ko je nastopil njegov propad. Leta 1470 je cesar za oskrbnika urada Šoštanj in Kacenštajn imenoval svojega svetnika Andreja von Kraiga.